# 片桐勝彦
片桐勝彦（かたぎり かつひこ、1966年12月20日 - ）は、日本のフラメンコギタリスト、作曲家、編曲家。東京都豊島区出身。政治家の片桐勝昌は祖父にあたる。Estudio ROMERO主宰。日本フラメンコ協会理事。明治大学リバティアカデミー非常勤講師。

## 略歴
- 1966年 - 静岡県熱海市生まれ。（本籍：東京都）
- 幼少の頃よりヴァイオリンを始め、安田紀子に師事。その後ギターを独習。
- 中学時代に藤尾領、伊藤信雄らとロックグループ A-JARIを結成。
- 明治大学江波戸昭ゼミナールで世界の民族音楽を学ぶ。在学中フラメンコギターを始め、鈴木英夫に師事。
- 1998年 - 長期渡西。ミゲル・アンヘル・コルテス、パコ・アリアガ等に師事。
- 2001年 - フラメンコスタジオ Estudio ROMEROを開設。
- 2005年 - 「風回廊」で渡辺えり、川原亜矢子等と共演。
- 2006年 - 「天国を見た男」で沢田研二、南野陽子等と共演。
- 2008年 - 韓国（ソウル）のChangMu Arts Centerから招聘され演奏。
- 2015年 - Cante de las Minas（スペイン・ムルシア）に出演。
- 2016年 - Metro Music Oasis vol.64（銀座駅構内）にゲスト出演。
- 2017年 - 横濱JAZZ PROMENADE（関内大ホール）で板橋文夫等と共演。

## 主なメディア出演・サポート

### テレビ
- いきいきヤング（1996年3月2日 - 3月4日、千葉テレビ）
- NNNニュースプラス1（1997年10月10日、日本テレビ）
- 旅・わくわく（1998年1月24日、TBS）
- JNNニュースの森 （1998年4月15日、TBS）
- 笑っていいとも（2002年9月3日、フジテレビ）
- あなたが主役 音楽のある街で（2005年7月17日 - 2006年10月28日、NHK-BS2）
- 週間TokuTokuマガジン（2007年3月19日 - 3月25日、横浜ケーブルビジョン）
- 夢追い人 （2012年10月6日 - 10月27日、NHK宮崎放送局）
- 土曜ワイド劇場・おとり捜査官 （2013年6月8日、テレビ朝日）
- おでかけ日和 （2013年8月31日、フジテレビ）
- flamencoみだれ髪 （2014年1月27日 - 1月31日、桐生ケーブルテレビ）
- アートにエールを！（2021年5月1日 - 9月24日、TOKYO MX2テレビ）
- ニッポンぶらり鉄道旅（2023年4月24日, 27日, 5月2日、NHK-BSプレミアム）
- 潜入兄妹 特殊詐欺特命捜査官（2024年10月5日 - 12月14日、日本テレビ）

### ラジオ
- E ! to go （2002年2月9日、WOWOW）
- INSIGHT （2004年12月22日、LOVE-FM）
- GOODDAY MORNING TOKYO （2005年1月5日、J-WAVE）

### CM
- サッポロ「スナップルでゴーゴーゴー！」（1998年）
- タイガー「土鍋 IH炊飯ジャー、炊きたて」（2006年）
- mla 「みんな、オージー・ビーフで元気！」（2013年）

### 書籍
- 中央公論 「東京報道vol.2豊島区東長崎放浪記」（2002年3月号）
- できる学習クラブ 「体育 小学3〜6年生」（2002年5月初版）
- Paseoフラメンコ 「片桐勝彦さんに聞く三位一体でアレグリアスを踊るヒント」（2004年4月号）
- Paseoフラメンコ 「共演者と“合わせる”ために」（2006年4月号）
- Paseoフラメンコ 「守るべき場所」（2007年7月号）
- Paseoフラメンコ 「自己鍛錬メニュー」（2008年12月号）
- Paseoフラメンコ 「ブレリアの醍醐味」（2009年7月号）
- Paseoフラメンコ 「瞬発力と即興性、そして思いやり」（2013年5月号）
- Paseoフラメンコ 「Acompañamiento del baile」（2015年4月号〜２０１８年2月号 毎月連載）
- くろしお出版 「たのしい音声学」（2019年4月発売）
- Paseoフラメンコ 「発表会大作戦⑧」（2021年9月号）
- ウルグアイ・タンゴ「2人で弾くギターのためのオリジナル編曲集」（2023年7月31日発行）

## 参加CD・DVD
- coba「Boy」
- 藤澤ノリマサ「アパッショナート」
- 渡辺えり「風回廊」
- 沢田研二「天国を見た男」
- AMI 「発表会が出来るまで」
- あられ＆サウダージ「月のカルナバル」
- saya+Turkenay「ウイグルの子守唄」

## 使用ギター
- 2003年製アントニオ・マリン
- 1987年製ヘルンディーノ
- 1998年製コンデ・エルマノス、他。